# Vigny Musset
Vigny Musset est un nouveau quartier de Grenoble créé à partir de la fin des années 1990 afin de satisfaire la forte demande chronique de logements sur le bassin grenoblois, mais aussi dans le but de freiner l'étalement urbain. 

## Toponymie
Son nom fait référence aux nombreux poètes ayant donné leur nom aux rues de ce quartier, et en particulier à Alfred de Vigny et Alfred de Musset. Implanté à l'emplacement d'anciennes friches industrielles et une ancienne zone d’activité de 22 hectares dans le sud de la ville, c’est le premier projet d’envergure pour le renouvellement de Grenoble avec l’introduction d’une architecture durable pour la création de 1 900 logements, 120 logements destinés à des personnes handicapées et âgées et 5 500 m2 de commerce. Ce quartier fait partie du secteur 6 de Grenoble.

## Description

L'immeuble à vélos livré en 2008

Chaque logement donne sur un cœur d'ilot de verdure faisant 2 500 à 3 000 mètres carrés. Les rues bordées d’arbres et les commerces de proximité au pied des immeubles contribuent à l’émergence d’un quartier à part entière avec ses écoles, son bureau de poste et une résidence pour personnes âgées pouvant accueillir 80 résidents au 31 rue Alfred de Vigny. Le quartier possède un parc d'un hectare, le jardin des poètes, ainsi qu'un immeuble remarquable, L'immeuble à vélos conçu pour utiliser des bicyclettes et installé sur l'avenue Marie-Reynoard.
Depuis 2002, le quartier possède également une antenne d'université, avec ses studios étudiants dans la résidence Vigny Musset située 9 rue Alfred-de-Musset.
Cette antenne commune de l'Université Joseph Fourier  et de l'Université Pierre-Mendès-France plus communément appelée « La cité des territoires » est une Unité de Formation et de Recherche (UFR) qui regroupe l'Institut de géographie alpine créé en 1907 par Raoul Blanchard et de fait l'un des plus anciens établissements universitaires de géographie en France, l’Institut d'urbanisme de Grenoble et la plateforme multimédia de l’Université Pierre-Mendès-France.
À proximité, dans le quartier voisin de la Villeneuve de Grenoble, il y a aussi l’École nationale supérieure d'architecture de Grenoble (E.N.S.A.G.).